# Леонардо Араужо
Ліуна́рду Насіме́нту ді Арау́жу (порт. Leonardo Nascimento de Araújo; нар. 5 вересня 1969, Нітерой), відомий як просто Ліунарду — бразильський футболіст, півзахисник. По завершенні ігрової кар'єри — тренер і функціонер. З липня 2011 року — футбольний директор французького клубу «Парі Сен-Жермен».

## Клубна кар'єра
Народився 5 вересня 1969 року в місті Нітерой. Вихованець футбольної школи клубу «Фламенгу». Дорослу футбольну кар'єру розпочав 1987 року в основній команді того ж клубу, в якій провів три сезони, взявши участь у 52 матчах чемпіонату. За цей час виборов титул володаря Кубка Бразилії.
Згодом з 1990 по 1997 рік грав у складі команд клубів «Сан-Паулу», «Валенсія», «Сан-Паулу», «Касіма Антлерс» та «Парі Сен-Жермен». Протягом цих років додав до переліку своїх трофеїв титул володаря Міжконтинентального кубка, ставав переможцем Рекопи Південної Америки.
Своєю грою за останню команду привернув увагу представників тренерського штабу клубу «Мілан», до складу якого приєднався 1997 року. Відіграв за «россонері» наступні чотири сезони своєї ігрової кар'єри. Більшість часу, проведеного у складі «Мілана», був основним гравцем команди.
Протягом 2001—2002 років захищав кольори клубів «Сан-Паулу» та «Фламенгу».
Завершив професійну ігрову кар'єру у клубі «Мілан», у складі якого вже виступав раніше. Прийшов до команди 2002 року, захищав її кольори до припинення виступів на професійному рівні у 2003.

## Виступи за збірну
1991 року дебютував в офіційних матчах у складі національної збірної Бразилії. Протягом кар'єри у національній команді, яка тривала 11 років, провів у формі головної команди країни 55 матчів, забивши 7 голів.
У складі збірної був учасником чемпіонату світу 1994 року у США, здобувши того року титул чемпіона світу, а також чемпіонату світу 1998 року у Франції, де разом з командою здобув «срібло».
Учасник та переможець розіграшу Кубка Конфедерацій 1997 року в Саудівській Аравії. Срібний призер розіграшу Кубка Америки 1995 року в Уругваї та воладар Кубка Америки 1997 року.

## Кар'єра тренера
На початку 2008 року повернувся до «Мілана», в якому провів значну частину кар'єри гравця, ставши технічним директором італійського клубу. Коли у травні 2009 року багаторічний головний тренер клубу Карло Анчелотті прийняв пропозицію очолити команду лондонського «Челсі», Леонардо було запропоновано стати новим головним тренером «Мілана», незважаючи на відсутність у колишньої зірки клубу необхідної тренерської ліцензії. Очолював команду протягом сезону 2009-10, за результатами якого «Мілан», попри не досить вдалий старт, здобув бронзові нагороди чемпіонату Італії. По завершенні сезону контракт між клубом та тренером було розірвано за згодою сторін, причиною чого стали непрості взаємини між Леонардо та президентом «Мілана» Сільвіо Берлусконі.
Наприкінці того ж 2010 року Леонардо очолив команду принципових суперників своєї попередньої команди — «Інтернаціонале». З цим клубом тренер пропрацював лише півсезону, здобувши титул володаря Кубка Італії. Захистити чемпіонський титул попереднього сезону «Інтеру» під керівництвом Леонардо не вдалося, а 18 червня 2011 року тренер пішов у відставку.

## Кар'єра функціонера
Невдовзі після розірвання контракту з «Інтером» Леонардо був представлений футбольним директором французького «Парі Сен-Жермен», в якому свого часу провів трохи більше сезону як гравець. Нові власники паризького клубу розраховували за рахунок значних трансферних витрат вивести ПСЖ на вершину європейського футболу, тож новопризначений футбольний директор розпочав свою роботу з низки гучних трансферів, забезпечивши перехід до «Парі Сен-Жермен» цілої низки зірок італійської Серії A: Мохамеда Сіссоко, Жеремі Менеза, Хав'єра Пасторе, Тьяго Мотти та Сальваторе Сірігу. На довершення «італійського вектора» розвитку клубу головним тренером ПСЖ з подачі Леонардо було призначено його товариша Карло Анчелотті, з яким бразилець співпрацював у «Мілані».
| Дата       | Місто                   | Господарі         | Результат             | Гості      | Турнір                          | Голи | Примітки              |
| ---------- | ----------------------- | ----------------- | --------------------- | ---------- | ------------------------------- | ---- | --------------------- |
| 17/10/1990 | Сантьяго                | Чилі              | 0 – 0                 | Бразилія   | товариський матч                | -    |                       |
| 08/11/1990 | Белен                   | Бразилія          | 0 – 0                 | Чилі       | товариський матч                | -    | Вийшов на заміну      |
| 27/02/1991 | Кампу-Гранді            | Бразилія          | 1 – 1                 | Парагвай   | товариський матч                | -    |                       |
| 27/03/1991 | Буенос-Айрес            | Аргентина         | 3 – 3                 | Бразилія   | товариський матч                | -    |                       |
| 25/07/1993 | Ла-Пас                  | Болівія           | 2 – 0                 | Бразилія   | Відбір до ЧС 1994               | -    | ЖК                    |
| 16/12/1993 | Гвадалахара             | Мексика           | 0 – 1                 | Бразилія   | товариський матч                | -    | Вийшов на заміну      |
| 23/03/1994 | Ресіфі                  | Бразилія          | 2 – 0                 | Аргентина  | товариський матч                | -    | Вийшов на заміну      |
| 04/05/1994 | Флоріанополіс           | Бразилія          | 3 – 0                 | Ісландія   | товариський матч                | -    | Вийшов на заміну      |
| 05/06/1994 | Едмонтон                | Канада            | 1 – 1                 | Бразилія   | товариський матч                | -    |                       |
| 08/06/1994 | Сан-Дієго               | Бразилія          | 8 – 2                 | Гондурас   | товариський матч                | -    |                       |
| 12/06/1994 | Фресно                  | Бразилія          | 4 – 0                 | Сальвадор  | товариський матч                | -    | Замінений             |
| 20/06/1994 | Пало-Альто              | Бразилія          | 2 – 0                 | Росія      | ЧС 1994 - 1-й етап              | -    |                       |
| 24/06/1994 | Пало-Альто              | Бразилія          | 3 – 0                 | Камерун    | ЧС 1994 - 1-й етап              | -    |                       |
| 28/06/1994 | Детройт                 | Бразилія          | 1 – 1                 | Швеція     | ЧС 1994 - 1-й етап              | -    |                       |
| 04/07/1994 | Пало-Альто              | Бразилія          | 1 – 0                 | США        | ЧС 1994 - 1/8 фіналу            | -    | 43'                   |
| 06/06/1995 | Ліверпуль               | Бразилія          | 3 – 0                 | Японія     | Кубок «Умбро»                   | -    | 61'                   |
| 11/06/1995 | Лондон                  | Англія            | 1 – 3                 | Бразилія   | Кубок «Умбро»                   | -    | 84'                   |
| 29/06/1995 | Ресіфі                  | Бразилія          | 2 – 1                 | Польща     | товариський матч                | -    | Вийшов на заміну      |
| 13/07/1995 | Ривера                  | Бразилія          | 3 – 0                 | Колумбія   | Копа Америка 1995 - 1-й етап    | 1    |                       |
| 17/07/1995 | Ривера                  | Бразилія          | 2 – 2 д.ч. (4-2 п.п.) | Аргентина  | Копа Америка 1995 - чвертьфінал | -    | 60'                   |
| 09/08/1995 | Токіо                   | Японія            | 1 – 5                 | Бразилія   | товариський матч                | 1    | Замінений             |
| 12/08/1995 | Сувон                   | Південна Корея    | 0 – 1                 | Бразилія   | товариський матч                | -    | Замінений             |
| 28/08/1996 | Москва                  | Росія             | 2 – 2                 | Бразилія   | товариський матч                | -    | Замінений             |
| 31/08/1996 | Амстердам               | Нідерланди        | 2 – 2                 | Бразилія   | товариський матч                | -    |                       |
| 16/10/1996 | Терезіна                | Бразилія          | 3 – 1                 | Литва      | товариський матч                | -    | кап.                  |
| 26/02/1997 | Гоянія                  | Бразилія          | 4 – 2                 | Польща     | товариський матч                | -    | кап.                  |
| 30/04/1997 | Маямі                   | Бразилія          | 4 – 0                 | Мексика    | товариський матч                | 1    |                       |
| 30/05/1997 | Осло                    | Норвегія          | 4 – 2                 | Бразилія   | товариський матч                | -    |                       |
| 03/06/1997 | Ліон                    | Франція           | 1 – 1                 | Бразилія   | товариський турнір              | -    |                       |
| 08/06/1997 | Ліон                    | Бразилія          | 3 – 3                 | Італія     | товариський турнір              | -    |                       |
| 10/06/1997 | Париж                   | Англія            | 0 – 1                 | Бразилія   | товариський турнір              | -    | 82'                   |
| 13/06/1997 | Санта-Крус-де-ла-Сьєрра | Бразилія          | 5 – 0                 | Коста-Рика | Копа Америка 1997 - 1-й етап    | -    |                       |
| 16/06/1997 | Санта-Крус-де-ла-Сьєрра | Бразилія          | 3 – 2                 | Мексика    | Копа Америка 1997 - 1-й етап    | 1    | 81'                   |
| 19/06/1997 | Санта-Крус-де-ла-Сьєрра | Бразилія          | 2 – 0                 | Колумбія   | Копа Америка 1997 - 1-й етап    | -    |                       |
| 22/06/1997 | Санта-Крус-де-ла-Сьєрра | Бразилія          | 2 – 0                 | Парагвай   | Копа Америка 1997 - чвертьфінал | -    | ЖК                    |
| 26/06/1997 | Санта-Крус-де-ла-Сьєрра | Бразилія          | 7 – 0                 | Перу       | Копа Америка 1997 - півфінал    | 2    | 62'                   |
| 29/06/1997 | Ла-Пас                  | Бразилія          | 3 – 1                 | Болівія    | Копа Америка 1997 - Фінал       | -    | 69' 5-й титул         |
| 10/08/1997 | Сеул                    | Південна Корея    | 1 – 2                 | Бразилія   | товариський матч                | -    | Замінений             |
| 13/08/1997 | Осака                   | Японія            | 0 – 3                 | Бразилія   | товариський матч                | -    | Замінений             |
| 12/12/1997 | Ер-Ріяд                 | Саудівська Аравія | 0 – 3                 | Бразилія   | Кубок Конфедерацій              | -    | кап. 72'              |
| 14/12/1997 | Ер-Ріяд                 | Австралія         | 0 – 0                 | Бразилія   | Кубок Конфедерацій              | -    | кап.                  |
| 19/12/1997 | Ер-Ріяд                 | Бразилія          | 2 – 0                 | Чехія      | Кубок Конфедерацій              | -    | 45'                   |
| 29/04/1998 | Ріо-де-Жанейро          | Бразилія          | 0 – 1                 | Аргентина  | товариський матч                | -    | Вийшов на заміну · ЖК |
| 03/06/1998 | Сент-Уан                | Андорра           | 0 – 3                 | Бразилія   | товариський матч                | -    | Вийшов на заміну      |
| 10/06/1998 | Сен-Дені                | Бразилія          | 2 – 1                 | Шотландія  | ЧС 1998 - 1-й етап              | -    | 45'                   |
| 16/06/1998 | Нант                    | Бразилія          | 3 – 0                 | Марокко    | ЧС 1998 - 1-й етап              | -    |                       |
| 23/06/1998 | Марсель                 | Бразилія          | 1 – 2                 | Норвегія   | ЧС 1998 - 1-й етап              | -    |                       |
| 27/06/1998 | Париж                   | Бразилія          | 4 – 1                 | Чилі       | ЧС 1998 - 1/8 фіналу            | -    | 45'                   |
| 03/07/1998 | Нант                    | Бразилія          | 3 – 2                 | Данія      | ЧС 1998 - чвертьфінал           | -    | 72'                   |
| 07/07/1998 | Марсель                 | Бразилія          | 1 – 1 д.ч. (4-2 п.п.) | Нідерланди | ЧС 1998 - півфінал              | -    | 85'                   |
| 12/07/1998 | Сен-Дені                | Франція           | 3 – 0                 | Бразилія   | ЧС 1998 - Фінал                 | -    | 45' 2-е місце         |
| 05/06/1999 | Сальвадор               | Бразилія          | 1 – 1                 | Нідерланди | товариський матч                | -    | кап.                  |
| 08/06/1999 | Гоянія                  | Бразилія          | 3 – 1                 | Нідерланди | товариський матч                | 1    | кап.                  |
| 09/08/2001 | Куритиба                | Бразилія          | 5 – 0                 | Панама     | товариський матч                | -    | кап.                  |
| 15/08/2001 | Порту-Алегрі            | Бразилія          | 2 – 0                 | Парагвай   | Відбір до ЧС 2002               | -    | 67'                   |
| Усього     |                         | Матчів (42 місце) | 56                    |            | Голів (47 місце)                | 7    |                       |

## Титули і досягнення
| Збірна Бразилії: - Чемпіон світу (1): 1994 - Віце-чемпіон світу (1): 1998 - Володар Кубка Америки (1): 1997 - Срібний призер Кубка Америки: 1995 - Володар Кубка Конфедерацій (1): 1997 - Чемпіон Південної Америки (U-20) (1): 1988 Клуби: - Чемпіон Бразилії (1): «Сан-Паулу»: 1991 - Володар Кубка Бразилії (1): «Фламенгу»: 1990 - Переможець Ліги Пауліста (1): «Сан-Паулу»: 1991 - Чемпіон Японії (1): «Касіма Антлерс»: 1996 - Чемпіон Італії (1): «Мілан»: 1998-99 - Володар Міжконтинентального кубка (1): «Сан-Паулу»: 1993 - Переможець Рекопи Південної Америки (2): «Сан-Паулу»: 1993, 1994 - Переможець Суперкубка Лібертадорес (1): «Сан-Паулу»: 1993 | - Володар Кубка Італії (1): «Інтернаціонале»: 2010-11 |